# Oerlikon

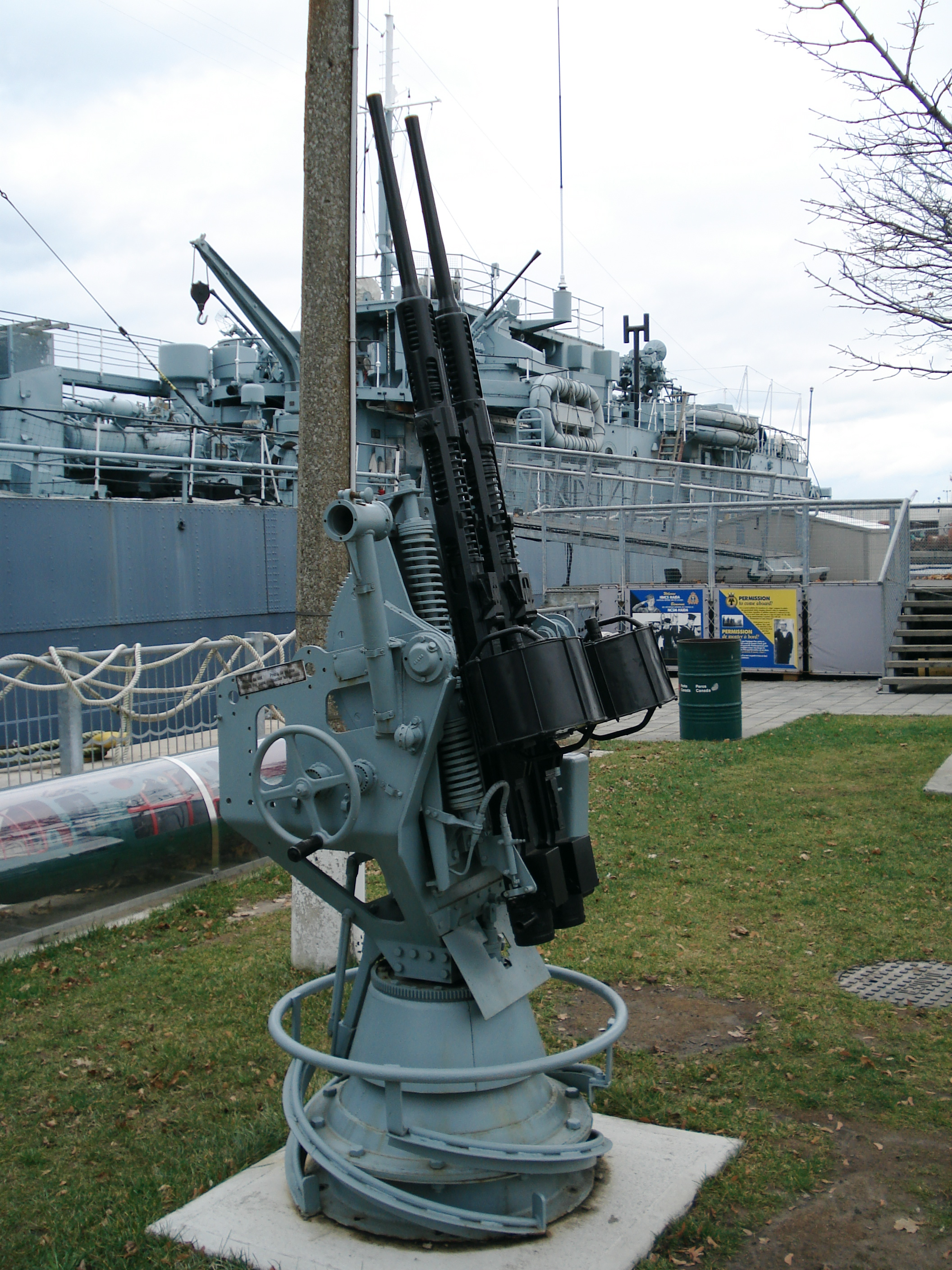
Słynne działko automatyczne 20 mm firmy Oerlikon, w wersji dwulufowej.

Oerlikon – szwajcarski producent uzbrojenia przeciwlotniczego, który zasłynął konstrukcją 20 mm działka automatycznego opracowanego w 1914 roku, masowo używanego w I wojnie światowej, II wojnie światowej aż do dziś. Kopie, jak i pochodne tej konstrukcji były używane zarówno przez wojska niemieckie, francuskie, brytyjskie, jak i japońskie.
Amerykańskie wersje działka Oerlikon Mk 4, Mk 10 i Mk 24 znalazły szerokie zastosowanie od II wojny światowej do wojny wietnamskiej. Marynarka wojenna USA początkowo używała tych działek jako przeciwlotniczych, czasami jako ostatniej linii obrony przed samobójczymi atakami kamikaze. Większość jednostek nawodnych od lotniskowców do łodzi patrolowych było wyposażonych w działka Oerlikon. Podczas wojny wietnamskiej szeroko stosowane jako wyposażenie monitorów rzecznych rzecznej floty USA do niszczenia siły żywej nieprzyjaciela. Działka te pozostały w użyciu do lat siedemdziesiątych XX wieku, kiedy to zostały zastąpione 20 mm działkami Mk 16.
Oerlikon został założony w 1906 roku w Szwajcarii jako przedsiębiorstwo przemysłu maszynowego. W roku 1923 nabyło fabrykę w Niemczech, a w 1924 rozpoczęło działalność na polu uzbrojenia przeciwlotniczego. W 1936 roku założono nowe przedsiębiorstwo, nakierowane tylko na rozwój uzbrojenia przeciwlotniczego nazwane Contraves (z łac. – przeciw ptakom).
Obecnie przedsiębiorstwo znane jest pod firmą Oerlikon-Contraves i zatrudnia 2100 pracowników na całym świecie, osiągając obroty 522 milionów franków szwajcarskich rocznie. Oerlikon jest częścią koncernu Rheinmetall-DeTec AG, największego niemieckiego koncernu zbrojeniowego.
Oerlikon w Polsce jest znaczącym dostawcą baterii stacjonarnych AGM podtrzymujących działanie tysięcy stacji przekaźnikowych GSM i UMTS w razie zaniku zasilania na terenie całego kraju.